# Milutin Šoškić
Milutin Šoškić (in serbo Милутин Шошкић?; Peć, 31 dicembre 1937 – 27 agosto 2022) è stato un calciatore e allenatore di calcio jugoslavo, di ruolo portiere.

## Carriera

### Giocatore

#### Club
Debutta da professionista nel 1955 con il Partizan, dove rimarrà per undici stagioni, vincendo quattro campionati della RSF di Jugoslavia e una Coppa di Jugoslavia. Raggiunge anche la finale della Coppa dei Campioni 1965-1966, persa contro il Real Madrid.
Nel 1965 si trasferisce nella Germania occidentale, al Colonia, dove nel 1971 chiude la carriera da giocatore, non prima di aver vinto una Coppa di Germania.

#### Nazionale
Con la Nazionale jugoslava vanta 50 presenze, e la partecipazione ai Mondiali del 1962 e agli Europei del 1960, dove conquistò il secondo posto alle spalle dell'Unione Sovietica.
Dopo la prestazione al Mondiale cileno e il precedente oro vinto ai Giochi olimpici del 1960 di Roma), nel 1963 ottiene la convocazione nella formazione del Resto del Mondo per la partita contro l'Inghilterra, disputata a Wembley, in occasione del Centenario della federazione calcistica inglese; la squadra mondiale perde 2-1.

### Allenatore
Dopo una breve apparizione alla guida dell'OFK Belgrado, fu, dal 1979 al 1990, vice-allenatore del Partizan.
Dal 1994 al 2006 ha ricoperto il ruolo di allenatore dei portieri nella Nazionale statunitense.

## Palmarès

### Giocatore

#### Club
- Campionato jugoslavo: 4

Partizan: 1960-1961, 1961-1962, 1962-1963, 1964-1965
- Coppa di Jugoslavia: 1

Partizan: 1957
- Coppa di Germania: 1

Colonia: 1967-1968

#### Nazionale
- Oro olimpico: 1

Roma 1960